# Chapalichthys
Chapalichthys är ett släkte av fiskar. Chapalichthys ingår i familjen Goodeidae.
Kladogram enligt Catalogue of Life:
| Chapalichthys | \| \| Chapalichthys encaustus \| \| \| \| \| \| Chapalichthys pardalis \| \| \| \| \| \| Chapalichthys peraticus \| \| \| \| |
|               | \| \| Chapalichthys encaustus \| \| \| \| \| \| Chapalichthys pardalis \| \| \| \| \| \| Chapalichthys peraticus \| \| \| \| |
|               | Allodontichthys |
|               | |
|               | Alloophorus |
|               | |
|               | Allotoca |
|               | |
|               | Ameca |
|               | |
|               | Ataeniobius |
|               | |
|               | Characodon |
|               | |
|               | Crenichthys |
|               | |
|               | Empetrichthys |
|               | |
|               | Girardinichthys |
|               | |
|               | Goodea |
|               | |
|               | Hubbsina |
|               | |
|               | Ilyodon |
|               | |
|               | Skiffia |
|               | |
|               | Xenoophorus |
|               | |
|               | Xenotaenia |
|               | |
|               | Xenotoca |
|               | |
|               | Zoogoneticus |
|               | |
|               | Chapalichthys encaustus |
|               | |
|               | Chapalichthys pardalis |
|               | |
|               | Chapalichthys peraticus |
|               | |

|  | Chapalichthys encaustus |
|  |                         |
|  | Chapalichthys pardalis  |
|  |                         |
|  | Chapalichthys peraticus |
|  |                         |